# Vitsentzos Kornaros
Vitsentzos nebo Vikentios Kornaros (řecky: Βιτσέντζος nebo Βικέντιος Κορνάρος) (29. března 1553 – 1613 nebo 1614) byl krétský básník, který napsal romantickou epickou báseň Erotokritos. Psal v lidovém krétském dialektu a byl vůdčí postavou tzv. krétské renesance. Je považován za největšího ze všech krétských básníků a jednu z nejvýznamnějších a nejvlivnějších postav řecké poezie. Kornarosův Erotokritos byl zdrojem inspirace pro Dionysia Solomose, Kostise Palamase nebo Jorgose Seferise
Kromě posledních veršů Erotokrita neexistuje o autorovi mnoho biografických zdrojů. Předpokládá se, že se narodil do bohaté rodiny benátsko-krétského aristokrata z rodu Cornaro v Trapezondě, vesnici poblíž Sitia na Krétě, a žil tam zhruba až do roku 1590. Poté se přestěhoval do Candie (nyní Heraklion). Zde se oženil s Mariettou Zenovou. Spolu měli dvě dcery jménem Helen a Katerina. V roce 1591 se stal úředníkem a během vypuknutí moru v letech 1591 až 1593 pracoval jako sanitář. Posléze se stal členem literární skupiny Accademia degli Stravaganti (Akademie podivných), kterou založil jeho bratr a spisovatel Andrea Cornaro, který psal italsky. Zemřel v Candii v roce 1613 (nebo 1614) a byl pohřben v kostele San Francesco.